# Myklebost
Myklebost is een plaats in de Noorse gemeente Ålesund, provincie Møre og Romsdal. Myklebost telt 270 inwoners (2007) en heeft een oppervlakte van 0,32 km².